# Pietro Calzetta
Pietro Calzetta (fl. 1470-1500) è stato un pittore italiano del Rinascimento.

## Biografia
Era cognato di Jacopo da Montagnana e fu allievo di Squarcione. Dipinse nella cappella del Corpus Domini nella Basilica di Sant'Antonio di Padova. Nel 1470 restaurò alcune opere di Stefano da Ferrara, e nello stesso anno collaborò con Montagnana e Matteo del Pozzo alle decorazioni della Cappella Gattamelata nella Basilica di Sant'Antonio di Padova. Fino al 1500, era ancora impegnato in quella chiesa, dove dipinse anche un Ecce Homo per una delle cappelle.